# The Virginity Hit
The Virginity Hit es una película estadounidense dirigida por Huck Botko y Andrew Gurland, y producida por Adam McKay y Will Ferrell. Se trata de una comedia protagonizada por Matt Bennett y Zack Pearlman.
La película en sí es una serie de videos sobre el intento de un adolescente de perder su virginidad, que se están grabando desde teléfonos celulares hasta cámaras de vídeo. La mayoría de los actores utilizan sus propios nombres para sus personajes.

## Sinopsis
La película gira en torno a cuatro amigos varones adolescentes de Nueva Orleans, Louisiana : Matt, Zack, Jacob y Justin. Como rutina de celebración, los chicos compran una droga que sólo fuman cuando uno de los cuatro tiene relaciones sexuales por primera vez. Los chicos están empezando a perder su virginidad y Matt es el último. Matt es el hermano adoptivo de Zack, su madre  murió de cáncer cuando él tenía 9 años y su padre tenía problemas de drogas y alcohol y no juega un papel importante en su vida. Matt ha estado con su novia Nicole hace casi dos años y los dos deciden perder su virginidad juntos en su segundo aniversario. Zack decide grabar en vídeo todo el proceso y que se presenta como un documental de tipo. Pero todo toma un rumbo completamente loco e inesperado hasta que Matt pierde su virginidad,

## Reparto
- Matt Bennett como Matt.
- Zack Pearlman como Zack.
- Jacob Davich como Jacob.
- Justin Kline como Justin.
- Krysta Rodriguez como Krysta.
- Nicole Weaver como Nicole.
- Harry Zittel como Harry.
- Savannah Welch como Becca.
- Seth Barrish como padre biológico de Matt.
- Tina Parker como Tina.
- Sunny Leone como ella misma.
- Daniel Weber como Daniel.
- John McLeaish como Posadero.
- Ramona Tyler como mamá de Matt, Krysta y Zack.
- Bernard Hocke como papá de Matt, Krysta y Zack.